# هاري هابارد
هاري هابارد (بالإنجليزية: Harry Hubbard)‏ هو ضابط أمريكي، ولد في 18 مارس 1903 في بالتيمور في الولايات المتحدة، وتوفي في 16 أكتوبر 1942.